# لودو (فرانسه)
لودِو (به فرانسوی: Lodève) (تلفظ فرانسوی: [lɔdɛv]; اکسیتان: Lodeva pronounced [luˈðevɔ]) یک کمون در دپارتمان ارو در ناحیه اکسیتنی در قسمت جنوب فرانسه است.

## جغرافیا
لودِو ۵۴ کیلومتر (۳۴ مایل) با مونپلیه، فاصله دارد و با تپه‌های سبز و تاکستان‌ها احاطه شده و در ۸ کیلومتری (۵ مایل) دریاچهٔ مصنوعی بزرگ لاک دو سالاگو قرار گرفته‌است.

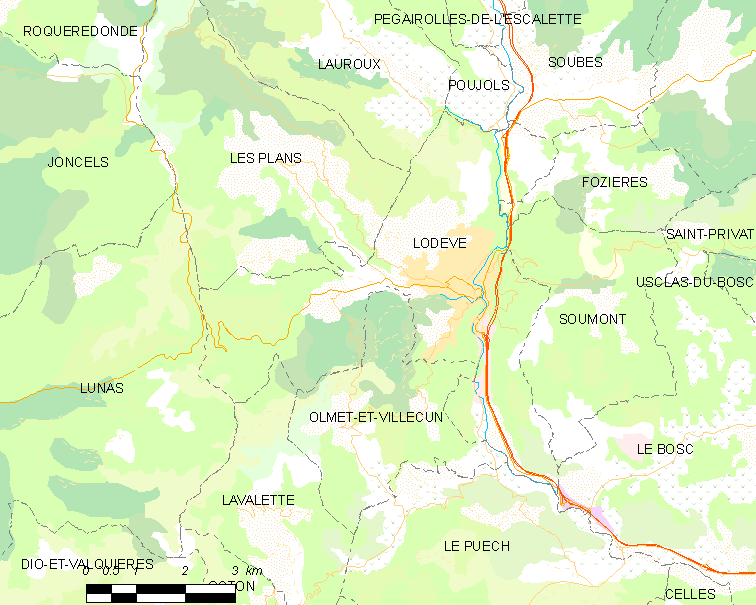
Map

## آب وهوا
لودِو با آب و هوای مدیترانه ای که دارای تابستانهای گرم
است که اجازه موکاری‌های فراوان را می‌دهد. طوفان و باران‌های شدید اغلب اواخر تابستان مشاهده می‌شود که منجر به جاری شدن سیل و لجن و مرداب می‌شود.

## تاریخچه
لودِو نقطه توقف در زیارت سانتیاگو ده کومپوستلا از طریق جاده آرل بود. تا انقلاب فرانسه، یک شهر اسقفی (مربوط به کلیسای اسقفی در مسیحیت) محسوب می‌شد. همچنین این شهر مرکز تولید منسوجات تحت نظر لوئی پانزدهم و یکی از دو کارخانه سلطنتی برای تولید پرده نقش دار بود، دیگری در کارخانهٔ گوبلن در پاریس قرار داشت.
در سال‌های اخیر، این منطقه مرکز مقاومت در برابر اشغال نازی‌ها در جنگ جهانی دوم بود.

## مناظر دیدنی

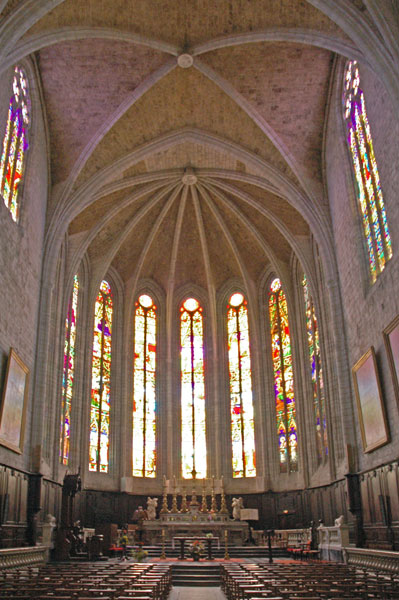
شیشه رنگ آمیزی در کلیسای جامع لودو

- کلیسای جامع لودو (کلیسای جامع سن-فولکران لودِو) که بخش‌هایی از آن مربوط به قرن ششم است.
- موزهٔ فلوری (نمایشگاه‌های موقت هنری (عمدتاً نقاشی‌ها) و مجموعه دائمی باستان‌شناسی).
- سرای دارده، اختصاص داده شده به مجسمه‌ساز محلی پل دادره.
- کارگاه ملی فرش لودِو، کارگاه ساخت فرش کشور فرانسه (بازدیدهایی که توسط دفتر گردشگری، لودِو ترتیب داده شده‌است).

در مجاورت:
- غار: گروت دو لابِی.
- سن-میشل گران مون صومعه و میزسنگ او.
- لراب لین: معبد بودایی به شکل سنتی تبت.

## فرهنگ
در طول سال، این شهر میزبان برنامه‌های متنوع از جشن‌ها، رویدادهای فرهنگی، ورزشی و انواع بازارها است. در سالهای اخیر، گالری هنر موزه به دلیل نمایشگاه‌های بزرگ هنری خود با استقبال ملی روبرو شده‌است.
جشنواره شعر «صدای مدیترانه»، که در سال ۱۹۹۸ تأسیس شده‌است، هر سال در ماه ژوئیه و در حدود ۹ روز برگزار می‌شود. شاعران، نوازندگان و نویسندگان بسیاری از کشورهای مختلف مدیترانه ای می‌آیند تا فرهنگ خود را از طریق خواندن شعر، کنسرت و سایر برنامه‌های فرهنگی به اشتراک بگذارند. این جشنواره ویژه شعر محسوب می‌شود و برای همه لذت بخش است.
سالانه در ماه مه «جشن سن فولکرا»، قدیس حامی این شهر برگزار می‌شود و شامل حرکت دسته جمعی از آثار مقدس و یک سرگرمی است.

## جمعیت‌شناسی
جمعیت نسبتاً زیادی از لودِو، الجزایری هستند، اولین نسل آنها برای فرانسوی‌ها جنگید و پس از جنگ داخلی الجزایر در همان‌جا مستقر شدند.

## حمل و نقل
این شهر در حدود ۳۰ دقیقه از میلو، بلندترین پل جاده‌ای جهان فاصله دارد.

## افراد برجسته
لودو زادگاه افراد زیر است:
- آندره-هرکول د فلوری (۱۶۵۳ تا ۱۷۴۳) کاردینال که وزیر ارشد لوئی شانزدهم بود، موزه ای به نام او نامگذاری شده‌است.
- ژرژ اوریک (۱۸۹۹ تا ۱۹۸۳)، آهنگساز
- پل دادره (۱۸۹۶ تا ۱۹۶۸)، مجسمه‌ساز، دبیرستانی بعد از او نام گذاری شده‌است.
- ژوزف والو، کوهنورد، دبیرستانی به نام این کوهنورد که یک رصدخانه در آلپ نصب کرده نام گذاری شده‌است.

## اقتصاد
در این شهر یک شرکت معروف تولیدکننده فرش، وجود دارد که زمانی فرش‌های بزرگ و بدیع را به خانواده سلطنتی فرانسه عرضه می‌کرد و امروزه هنوز هم فرش‌های دست باف را برای ساختمان‌های دولتی تولید می‌کند.
شراب سازی، با انواع انگور کارینیا، یک صنعت بزرگ محسوب می‌شود. آب و هوا برای تولید میوه‌هایی مانند هلو، زردآلو، خربزه و گوجه فرنگی مطلوب است.

## روابط بین‌المللی
لودو با ساوت کرکبی اند مورتروپ در انگلیس و جاکوویسا در کوزوو، جفت است.